# Ramjet
Para ver um método hipotético de propulsão para viagens espaciais, veja Bussard ramjet.
Um ramjet é um tipo de motor a jato que não possui partes móveis e pode ser particularmente bem utilizado em aplicações que requeiram motores simples e pequenos, mas com grande velocidade (como mísseis).
Ramjets podem ser particularmente úteis em aplicações que requerem um mecanismo pequeno e simples para uso em alta velocidade, como mísseis. Os EUA, o Canadá e o Reino Unido tiveram defesas de mísseis movidos a ramjet difundidas durante a década de 1960 em diante, como o CIM-10 Bomarc e o Bloodhound. Os projetistas de armas estão procurando usar a tecnologia ramjet em projéteis de artilharia para aumentar o alcance; acredita-se que um projétil de morteiro de 120 mm, se auxiliado por um ramjet, seja capaz de atingir um alcance de 35 km (22 mi). Eles também foram usados com sucesso, embora não de forma eficiente, como jatos de ponta nas extremidades dos rotores de helicópteros.

## Desenho

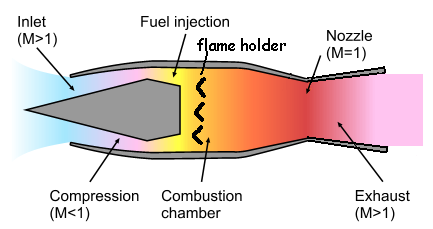
Diagrama esquemático, mostrando a operação de um ramjet, com a velocidade do fluxo de ar (Mach)

Um motor turbojato é composto por, basicamente, entrada de ar, compressor, combustor, turbina e bocal. Num motor ramjet, que é utilizado em velocidades de voo elevadas, a pressão do ar na entrada de ar é suficiente para dispensar o compressor e a turbina utilizadas no motor a jato. Dessa forma, um ramjet é basicamente um dispositivo muito simples que compreende em um difusor, uma câmara de combustão e bocais de entrada e saída dos fluídos.  Com isso, é possível observar que o motor não possui partes móveis (normalmente, as únicas partes móveis são as bombas que bombeiam o combustível para dentro do combustor), tais como a turbina e o compressor. Isso faz com que haja um baixo custo para a sua construção, seja mais simples de ser operado e, por consequência, a manutenção é mais simplificada. 
Os ramjets tentam explorar a elevada pressão da corrente de ar que se forma à frente da entrada de ar, devido à alta velocidade de voo. Uma entrada de ar bem projetada, poderá aproveitar-se da pressão de entrada para permitir a combustão do combustível e a expulsão dos gases resultantes em um empuxo favorável. A maioria dos ramjets operam em velocidades de voo supersônicas.
Como os ramjets necessitam de altas velocidades de voo para poderem iniciar o seu funcionamento, é necessária a utilização de um motor secundário para levar a aeronave até uma velocidade crítica, onde o ramjet possa iniciar o seu funcionamento, ou seja, aeronaves ou mísseis que utilizam este tipo de motor devem ser impulsionadas.

## Velocidade de Voo
Os ramjets, geralmente, não são capazes de gerar impulso útil com pressões geradas a velocidades aproximadamente da metade de velocidade de som, e são ineficientes até que a velocidade aerodinâmica exceda 1.000 km/h. Mesmo acima da velocidade mínima necessária, vários fatores podem determinar a eficiência do ramjet, como por exemplo a altitude do voo.

## Aplicações
Ramjets são utilizados basicamente em mísseis, que são acelerados até a velocidade de operação por motores a foguete, ou são presos a outras aeronaves (tipicamente caças de combate).
Atualmente, um grande número de mísseis são projetados para utilizar motores ramjet com maior eficiência no consumo de combustível (e dessa forma aumentar o alcance) em velocidades supersônicas do que motores a foguete. Esses desenvolvimentos incluem mísseis ar-ar britânicos e mísseis de cruzeiro supersônicos russo-indianos.

## Aeronaves que utilizam ramjets
- D-21 Tagboard
- Leduc experimental aircraft
- Lockheed X-7
- Nord 1500 Griffon
- Hiller Hornet (helicóptero)